# Traffic (película de 2000)
Traffic (en español: Tráfico) es una película de drama criminal estadounidense de 2000 dirigida por Steven Soderbergh que relata varias historias sobre distintos personajes relacionados con el mundo de las drogas y el narcotráfico entre México y los Estados Unidos. Está protagonizada por Michael Douglas, Benicio del Toro y Catherine Zeta Jones. El guion, escrito por Stephen Gaghan, está basado parcialmente en una serie de televisión británica llamada Traffik.
20th Century Fox, los financistas originales de la película, exigieron que Harrison Ford desempeñara un papel principal y que se hicieran cambios significativos en el guion. Soderbergh se negó y propuso el guion a otros importantes estudios de Hollywood, pero fue rechazado debido al tiempo de ejecución de tres horas y al tema: Traffic es más una película política que la mayoría de las producciones de Hollywood. A USA Films, sin embargo, le gustó el proyecto desde el principio y ofreció a los realizadores más dinero que Fox. Soderbergh manejó la cámara él mismo y adoptó un grado de color distintivo para cada historia para que el público pudiera diferenciarlos.
Traffic ganó numerosos premios, incluidos cuatro premios Óscar: Mejor Director para Steven Soderbergh, Mejor Actor de Reparto para Benicio del Toro, Mejor Guion Adaptado para Stephen Gaghan y Mejor Montaje de Película para Stephen Mirrione. También fue un éxito comercial con un total de ingresos de taquilla mundial de 207,5 millones de dólares, muy por encima de su presupuesto estimado de 46 millones de dólares. 
En 2004, USA Network publicó una miniserie, también llamada Traffic, basada en esta película y la serie de televisión británica de 1989.

## Argumento

### Argumento de México
En México, el policía Javier Rodríguez (Benicio del Toro) y su compañero Manolo Sánchez (Jacob Vargas) detienen un transporte de drogas y arrestan a los mensajeros. Su detención se interrumpe por el general Salazar (Tomás Milián), un funcionario mexicano de alto rango, quien decide contratar a Javier. Salazar le da instrucciones para detener a Francisco Flores (Clifton Collins Jr.), un asesino a sueldo para el Cártel de Tijuana, encabezado por los hermanos Obregón.
De regreso en Tijuana, Flores, bajo tortura, le da a Salazar los nombres de los miembros importantes del cártel de Obregón, que son capturados. Los esfuerzos de Javier y de Salazar comienzan a paralizar un cargamento de cocaína de los hermanos Obregón, pero pronto Javier descubre que Salazar es un peón para el Cartel de Juárez, el rival de los hermanos Obregón. La parte entera de la campaña contra las drogas en México es un fraude, ya que Salazar está acabando con un cartel porque se ha alineado con otro con fines de lucro.
La pareja de Javier, Sánchez, intenta vender la información de la verdadera filiación de Salazar a la DEA, pero es asesinado por su traición. Javier, que ya no puede trabajar por el estómago, decide hacer un trato con la DEA. A cambio de su testimonio, Javier pide electricidad en su barrio para que los niños puedan jugar al béisbol en la noche en lugar de ser tentados por las pandillas callejeras y la delincuencia. Los secretos de Salazar se revelan al público y es arrestado y muere en la cárcel.
Javier explica a los medios de comunicación sobre la corrupción generalizada en la policía y el ejército. En México, Javier observa cómo los niños juegan al béisbol por la noche en su nuevo estadio.

### Argumento de Wakefield
Mientras tanto, Robert Wakefield (Michael Douglas), un juez conservador de Ohio, es nombrado jefe de la Oficina del Presidente de la Política Nacional de Control de Drogas, asumiendo el título de Zar de las drogas. Robert es advertido por su predecesor (James Brolin) y varios políticos influyentes que la guerra contra las drogas es imposible de ganar. Su hija, Caroline (Erika Christensen), una estudiante con honores, ha estado usando cocaína, metanfetamina y heroína; y desarrolla una adicción a las drogas después de que su novio Seth Abrahams (Topher Grace) la introduce a la pasta base. Caroline y Seth son detenidos cuando un compañero de estudios le da una sobredosis de drogas en una fiesta. Mientras Robert y su esposa Barbara (Amy Irving) luchan para hacer frente al problema, él descubre que ella ha conocido acerca de la participación de su hija con las drogas durante más de seis meses.
Robert se da cuenta de que su hija Caroline es una adicta a las drogas y él debate entre su nuevo cargo exigente y la difícil vida familiar. En una visita a México, él se siente alentado por los esfuerzos exitosos de Salazar en lastimar a los hermanos Obregón. Cuando regresa a Ohio, Robert aprende que sus esfuerzos con respecto a la rehabilitación de Caroline han fracasado. Ella huyó a la ciudad de Cincinnati, donde nadie conoce su ubicación. Ella le roba a sus padres y se prostituye para procurar dinero para drogas.
Robert se lleva a Seth del colegio mientras empieza a buscar en Cincinnati a su hija. Después de que un traficante de drogas con quien Caroline tuvo relaciones sexuales con frecuencia se niega a revelar su paradero, Robert irrumpe en una habitación de un hotel de mala muerte y se encuentra con Caroline semi-consciente prostituyéndose con un hombre mayor. Rompe a llorar mientras Seth se va en silencio. Robert regresa a Washington D. C., para dar su discurso preparado en un "plan de 10 puntos" para combatir la guerra contra las drogas. En el medio del discurso, se tambalea, le dice a la prensa que la guerra contra las drogas implica una guerra, incluso en los propios miembros de la familia de algunas personas, que no puede respaldar. A continuación, sale de la conferencia de prensa y toma un taxi hasta el aeropuerto. Robert y Barbara van a las reuniones de Narcóticos Anónimos con su hija para mantenerla a ella y a los demás.

### Argumento de Ayala/DEA
Una tercera historia se desarrolla en San Diego, donde una investigación encubierta por la DEA dirigida por Montel Gordon (Don Cheadle) y Ray Castro (Luis Guzmán) conduce a la detención de Eduardo Ruiz (Miguel Ferrer), un comerciante de alto riesgo que se hace pasar por un pescador. Ruiz decide tomar el camino peligroso a la inmunidad al renunciar a su jefe: el narcotraficante Carlos Ayala (Steven Bauer), el mayor distribuidor de los hermanos Obregón en los Estados Unidos. Ayala es acusado por un fiscal duro, seleccionado a mano por Robert para enviar un mensaje a las organizaciones de la droga en mexicanos.
Al comenzar el juicio contra Carlos Ayala, su esposa embarazada, Helena (Catherine Zeta-Jones), se entera de la verdadera profesión de su marido. Frente a la posibilidad de cadena perpetua por su marido y amenazas de muerte a su único hijo, Helena decide contratar a Flores para asesinar a Eduardo Ruiz, sabiendo que matando a Ruiz terminará efectivamente el juicio siendo suspendida la causa. Flores pone una bomba en un coche de la DEA en un intento de asesinato en contra de Ruiz. Poco después de colocar la bomba, Flores es asesinado por un francotirador en represalia por su cooperación con el general Salazar, el coche bomba mata a Castro, pero Gordon y Ruiz sobreviven.
Helena, sabiendo que Ruiz pronto se va a presentar a testificar, hace un trato con Juan Obregón (Benjamin Bratt), señor del cartel de la droga, que perdona la deuda de los Ayala y mata a Ruiz envenenandolo. Ayala es liberado, para disgusto de Gordon, quien todavía está enojado por la muerte de su compañero. Poco después de la liberación, Gordon irrumpe en la casa de Ayala y subrepticiamente planta un micrófono debajo de su escritorio y se va.

## Reparto
| Actor                   | Personaje                          |
| ----------------------- | ---------------------------------- |
| Benicio del Toro        | Javier Rodríguez                   |
| Jacob Vargas            | Manolo Sánchez                     |
| Marisol Padilla Sánchez | Ana Sánchez                        |
| Tomás Milián            | General Arturo Salazar             |
| Michael Douglas         | Robert Wakefield                   |
| Amy Irving              | Barbara Wakefield                  |
| Erika Christensen       | Caroline Wakefield                 |
| Topher Grace            | Seth Abrahams                      |
| D. W. Moffett           | Jeff Sheridan                      |
| James Brolin            | general Ralph Landry               |
| Albert Finney           | jefe de personal de la Casa Blanca |
| Steven Bauer            | Carlos Ayala                       |
| Catherine Zeta-Jones    | Helena Ayala                       |
| Don Cheadle             | Montel Gordon                      |
| Dennis Quaid            | Arnie Metzger                      |
| Clifton Collins, Jr.    | Francisco Flores                   |
| Don Cheadle             | Montel Gordon                      |
| Luis Guzmán             | Ray Castro                         |
| Miguel Ferrer           | Eduardo Ruiz                       |
| Peter Riegert           | Michael Adler                      |
| Benjamin Bratt          | Juan Obregón                       |
| Viola Davis             | trabajadora social                 |
| John Slattery           | ADA Dan Colier                     |
| James Pickens Jr.       | Fiscal                             |
| Salma Hayek             | Rosario                            |

## Producción
Steven Soderbergh había estado interesado en hacer una película sobre la guerra de las drogas durante algún tiempo, pero no quería hacer una sobre adictos. La productora Laura Bickford obtuvo los derechos de la miniserie británica Traffik (1989) y le gustó su estructura. Soderbergh, que había visto la miniserie en 1990, empezó a buscar un guionista para adaptarla a una película. Leyeron un guion de Stephen Gaghan llamado Havoc, sobre niños blancos de clase alta en Palisades High School que consumen drogas y se involucran con pandillas. Soderbergh se acercó a Gaghan para trabajar en su película, pero descubrió que ya estaba trabajando para el productor/director Edward Zwick. Bickford y Soderbergh se acercaron a Zwick, quien aceptó fusionar los dos proyectos y unirse como productor.
Traffic originalmente iba a ser distribuido por 20th Century Fox, pero se puso en marcha a menos que el actor Harrison Ford aceptara protagonizar. Soderbergh comenzó a comprar la película a otros estudios, pero cuando Ford repentinamente mostró interés en Traffic, el interés de Fox en la película se renovó y el estudio la sacó de su ritmo. El director ejecutivo de Fox, Bill Mechanic, defendió la película, pero se fue del estudio cuando se terminó el primer borrador. Volvió a cambiar. Mechanic también había querido hacer algunos cambios en el guion, pero Soderbergh no estuvo de acuerdo y decidió comprar la película a otros estudios importantes. Todos lo rechazaron porque no confiaban en las perspectivas de una película de tres horas sobre drogas, según Gaghan. USA Films, sin embargo, había querido asumir la película desde la primera vez que Soderbergh se acercó a ellos. Proporcionaron a los realizadores un presupuesto de $46 millones, un aumento considerable de los $25 millones que ofreció Fox.

### Guion
Soderbergh tuvo «discusiones conceptuales» con Gaghan mientras filmaba The Limey en octubre de 1998, y terminaron el esquema antes de que él se fuera a disparar a Erin Brockovich. Después de que Soderbergh terminó con esa película, Gaghan había escrito un primer borrador en seis semanas que tenía 165 páginas. Después de que se aprobó la producción de la película, Soderbergh y Gaghan se reunieron dos veces durante tres días para reformatear el guion. El borrador con el que filmaron tenía 163 páginas con 135 partes orales y presentaba siete ciudades. La película acorta la historia de la miniserie original; se elimina un arco de caracteres principal, el de un agricultor, y el paquistaníla trama se reemplaza con un conjunto en México.

### Casting
Harrison Ford fue inicialmente considerado para el papel de Robert Wakefield en enero de 2000, pero habría tenido que aceptar una reducción significativa de su salario habitual de 20 millones de dólares. Ford se reunió con Soderbergh para desarrollar el personaje. Gaghan acordó reelaborar el papel, agregando varias escenas que terminaron en la película terminada. El 20 de febrero de 2000, Ford rechazó el papel y los realizadores se lo llevaron a Michael Douglas, quien había rechazado un borrador anterior. Le gustaron los cambios realizados y aceptó protagonizar, lo que ayudó a dar luz verde al proyecto. Gaghan cree que Ford rechazó el papel porque quería «reconectarse con sus fanáticos de la acción».
Los realizadores enviaron cartas a muchos políticos, tanto demócratas como republicanos, pidiéndoles que hicieran cameos en la película. Varias de las escenas ya se habían filmado con actores en estos roles, pero los realizadores volvieron y volvieron a filmar esas escenas cuando políticos reales aceptaron estar en la película. Quienes estuvieron de acuerdo, incluidos los senadores estadounidenses Harry Reid, Barbara Boxer, Orrin Hatch, Chuck Grassley y Don Nickles, y el gobernador de Massachusetts, William Weld, fueron filmados en una escena totalmente improvisada.

### Preproducción
El proyecto fue obtenido de Fox por Initial Entertainment Group, y fue vendido a USA Films por IEG solo por derechos en Norteamérica. Steven Soderbergh nunca se acercó a USA Films, y la película fue totalmente financiada por Initial Entertainment Group.
Después de que Fox abandonara la película a principios de 2000 y antes de que USA Films expresara interés poco después, Soderbergh pagó la preproducción con su propio dinero. USA Films acordó darle el montaje final de Traffic y también acordó su término de que todos los personajes mexicanos hablarían español mientras hablaban entre ellos. Esto significó que casi todos los diálogos de Benicio del Toro serían subtitulados. Una vez que el estudio se dio cuenta de esto, sugirieron que sus escenas se rodaran tanto en inglés como en español, pero Soderbergh y del Toro rechazaron la sugerencia. Del Toro, originario de Puerto Rico, estaba preocupado de que trajeran a otro actor y volviera a grabar su diálogo en inglés después de haber trabajado duro para dominar las inflexiones mexicanas y mejorar su vocabulario en español. Del Toro recuerda: «¿Te imaginas? Haces toda la película, te rompes el trasero para que sea lo más realista posible y alguien dobla tu voz. Yo dije: De ninguna manera. Sobre mi cadáver». Steven dijo, «No te preocupes. No va a suceder». El director luchó por los subtítulos para las escenas de México, argumentando que si los personajes no hablaban español, la película no tendría integridad y no sería convincente. retratar lo que él describió como la «impenetrabilidad de otra cultura».
Los realizadores fueron a la Administración de Control de Drogas (DEA) y a la Aduana de los Estados Unidos al principio del guion y les dijeron que estaban tratando de presentar una imagen lo más detallada y precisa posible de la guerra contra las drogas actual. La DEA y la Aduana señalaron inexactitudes en el guion. Además, le dieron acceso al equipo de producción al puesto de control fronterizo con México, como se muestra en la película durante la escena en la que Wakefield y su gente conversan con funcionarios fronterizos. A pesar de la asistencia, la DEA no intentó influir en el contenido del guion. Soderbergh dijo que Traffic tenía influencias de las películas de Richard Lester y Jean-Luc Godard. También dedicó un tiempo a analizar La batalla de Argel y Z, que, según el director, tenía la sensación de que el metraje estaba "captado" y no montado. Otra inspiración fue la película de Alan J. Pakula Todos los hombres del presidente debido a su capacidad para hacer frente a problemas graves, mientras que siendo entretenido. En los créditos iniciales de su película, Soderbergh trató de replicar el tipo de letra de Todos los hombres del presidente y la ubicación en la pantalla en la esquina inferior izquierda. El análisis de esta película ayudó al director a lidiar con el gran elenco y a trabajar en muchos lugares diferentes para Traffic.

### Filmación
La mitad de las imágenes del primer día salió sobreexpuesta e inutilizable. Antes de que los financieros o los jefes de los estudios supieran del problema, Soderbergh ya estaba haciendo nuevas grabaciones. Las aseguradoras le hicieron aceptar que cualquier otro percance que resultara en una filmación adicional saldría del bolsillo del director. Soderbergh filmó en varias ciudades de California, Ohio y Texas, en un cronograma de 54 días y obtuvo 2 millones de dólares por debajo del presupuesto. El director actuó como su propio director de fotografía bajo el seudónimo de Peter Andrews y manejó la cámara él mismo en un esfuerzo por «acercarme lo más posible a la película» y eliminar la distancia entre los actores y él mismo. Soderbergh se inspiró en el estilo cinema verite de las películas de Ken Loach, estudiando el encuadre de las escenas, la distancia de la cámara a los actores, la longitud de la lente y la rigidez de las líneas de los ojos según la posición de un personaje. Soderbergh recuerda: «Me di cuenta de que hay un espacio que es inviolable, que si te adentras en algo, cruzas el límite hacia una estética más teatral en lugar de una estética documental. Pasamos la mayor parte del día filmando porque gran parte de la película se rodó con la luz disponible».
Para el metraje de la cámara de mano, Soderbergh usó Panavision Millennium XL que eran más pequeñas y livianas que las cámaras anteriores y le permitían moverse libremente. Para diferenciar las tres historias, adoptó un aspecto distintivo para cada una. Para la historia de Robert Wakefield, Soderbergh usó película de tungsteno sin filtro para una sensación azul fría y monocromática. Para la historia de Helena Ayala, Soderbergh usó filtros de difusión, destellando la película y sobreexponiéndola para una sensación más cálida. Para la historia de Javier Rodríguez, el director usó filtros de tabaco y un ángulo de obturación de 45 grados siempre que fue posible para producir una sensación nítida de luz estroboscópica. Luego, tomó toda la película a través de un Ektachromepaso, que aumentó significativamente el contraste y el grano. Quería tener un aspecto diferente para cada historia porque la audiencia tenía que hacer un seguimiento de muchos personajes y absorber mucha información y no quería que tuvieran que averiguar qué historia estaban viendo.
Benicio del Toro tuvo una participación significativa en ciertas partes de la película; por ejemplo, sugirió una forma más simple y concisa de representar a su personaje secuestrando a Francisco Flores que Soderbergh terminó usando. El director realizó una escena en la que Robert Wakefield fuma crack después de encontrarlo en el dormitorio de su hija. Luego de ensayar esta escena con los actores, sintió que el personaje no lo haría; Después de consultar con Gaghan, el guionista estuvo de acuerdo y los realizadores cortaron la escena poco antes de la fecha prevista para el rodaje.

### Posproducción
El primer corte de Traffic duró tres horas y diez minutos. Soderbergh lo redujo a dos horas y veinte minutos. Al principio, existía la preocupación de que la película pudiera obtener una NC-17 y estaba preparado para lanzarla con esa calificación, pero la MPAA le dio una R.

### Localizaciones
- Tijuana
- Ciudad de México
- San Diego
- El Paso
- Cincinnati
- Washington, D. C.
- Nogales

## Estreno

### Rendimiento de taquilla
Traffic recibió un lanzamiento limitado el 27 de diciembre de 2000 en cuatro cines donde recaudó 184.725 dólares en su primer fin de semana. Se le dio un amplio estreno el 5 de enero de 2001, en 1,510 salas, recaudando $15,5 millones en su primer fin de semana. La película recaudó 124,1 millones de dólares en Norteamérica y 83,4 millones de dólares en los mercados extranjeros para un total mundial de 207,5 millones de dólares, muy por encima de su presupuesto estimado de 46 millones de dólares.

### Respuesta crítica
En Rotten Tomatoes, la película tiene un índice de aprobación del 93% según 161 reseñas, con una calificación promedio de 8.08/10. El consenso crítico del sitio dice: «Soderbergh lleva a cabo con éxito la ambiciosa Traffic, una película con tres historias diferentes y un elenco muy grande. Los problemas de ética son grises en lugar de blanco y negro, sin buenos chicos bien definidos. Excelente actuación en todos lados». En Metacritic, la película recibió una puntuación media de 86 sobre 100, según 34 críticos, lo que indica «aclamación universal».
El crítico de cine Roger Ebert le dio a la película cuatro de cuatro estrellas y escribió: «La película es poderosa precisamente porque no predica. Es tan moderada que en un momento, el discurso final del juez, quería una oración más, hacer un punto, pero la película nos permite aportar ese pensamiento por nosotros mismos». Stephen Holden, en su reseña para The New York Times, escribió: «Traffic es un thriller totalmente apasionante que te deja al borde de tu asiento. O más bien, son varios thrillers entretejidos, cada uno con su propio ritmo tenso y recompensa explosiva». En su reseña para The New York Observer, Andrew Sarris escribió: «Traffic marca a [Soderbergh] definitivamente como un talento enorme, uno que nunca nos deja adivinar qué va a hacer a continuación. La promesa de Sexo, Mentiras y Video grabado se ha cumplido».
Entertainment Weekly le dio a la película una calificación de «A» y elogió la actuación de Benicio del Toro, que el crítico Owen Gleiberman calificó de «inquietante en su subestimación, [se] convierte en el centro moral que despierta silenciosamente de la película». Desson Howe, en su reseña para The Washington Post, escribió: «Soderbergh y el guionista Stephen Gaghan, que basaron esto en una miniserie de televisión británica del mismo nombre, han creado una exposición a menudo estimulante y exagerada de la el comercio más lucrativo del mundo». En su reseña para Rolling Stone, Peter Travers escribió: «Sin embargo, Richard Schickel de Time, en una crítica negativa poco común, encuentra que la mayor debilidad de la película es que contiene los clichés de cien películas policiales antes de concluir que Traffic, a pesar de su seriedad, no funciona. Deja a uno sintiéndose inquieto e insatisfecho». En una entrevista, el director Ingmar Bergman elogió la película como «asombrosa».

## Premios

### Óscar (2000)
| Categoría              | Persona           | Resultado |
| ---------------------- | ----------------- | --------- |
| Mejor película         | Mejor película    | Candidato |
| Mejor director         | Steven Soderbergh | Ganador   |
| Mejor actor de reparto | Benicio del Toro  | Ganador   |
| Mejor guion adaptado   | Stephen Gaghan    | Ganador   |
| Mejor montaje          | Stephen Mirrione  | Ganador   |

## Otros datos de interés
- Una parte del rodaje fue realizado en castellano.
- Durante el rodaje, el hijo de Michael Douglas fue detenido por posesión de cocaína.
- La cadena Fox rechazó el proyecto por considerarlo poco comercial y USA Films se hizo cargo de la producción.
- El personaje del general Arturo Salazar está basado en el general Jesús Gutiérrez Rebollo, quien estaba secretamente en la nómina de Amado Carrillo Fuentes, jefe del cártel de Juárez.
- Antonio Banderas fue la primera opción para el papel de Benicio del toro pero rechazo el papel.
- Harrison Ford fue considerado inicialmente para el papel de Robert Wakefield.
- El personaje de Porfirio Madrigal está basado en Amado Carrillo Fuentes.
- Los hermanos Obregón están basados en los hermanos Arellano Félix.